# Indian
Indian Motorcycle és una marca americana de motocicletes. Les Indian van ser produïdes originalment, del 1901 al 1953, per la Hendee Manufacturing Company a Springfield (Massachusetts). L'empresa es va canviar el nom per Indian Motocycle (sic) Manufacturing Company el 1923.
L'equip de fàbrica d'Indian Motorcycle va obtenir els tres primers llocs al TT de l'illa de Man de 1911. Durant la dècada del 1910, Indian Motorcycle es va convertir en el major fabricant de motocicletes del món. Els models més populars de la firma van ser la Scout, fabricada des del 1920 fins al 1946, i la Chief, fabricada des del 1922 fins al 1953, quan l'Indian Motocycle Manufacturing Company va fer fallida. Diverses societats van intentar perpetuar la marca Indian Motorcycle en anys posteriors, amb un èxit limitat.
El 2011, Polaris Industries va comprar Indian Motorcycles i en va traslladar la seu de Carolina del Nord a Minnesota i Iowa, tot fusionant-la amb les seves instal·lacions. Des del 2013, Polaris ha comercialitzat diverses motocicletes Indian modernes inspirades en l'estil tradicional d'Indian Motorcycle.

## Història

### Els orígens – Hendee i Hedstrom

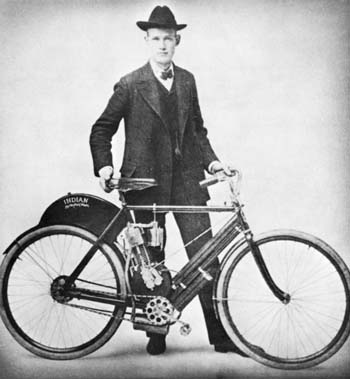
Oscar Hedstrom amb el primer prototip d'Indian

L'"Indian Motocycle Co." va ser fundada com a Hendee Manufacturing Company per George M. Hendee el 1897 per a fabricar bicicletes. Inicialment, les bicicletes es van comercialitzar amb les marques "Silver King" i "Silver Queen", però a partir del 1898 l'empresa adoptà el nom "American Indian", escurçat ràpidament a "Indian", perquè facilitava una millor identificació dels productes als mercats d'exportació. Oscar Hedstrom va entrar a la societat el 1900. Tant Hendee com Hedstrom eren antics corredors i fabricants de bicicletes, i després de construir tres prototips de motocicleta a Middletown (Connecticut), es van ajuntar per a produir-ne una d'equipada amb un motor monocilíndric d'1,75 CV a la ciutat natal de Hendee, Springfield. La motocicleta va tenir èxit i les vendes van augmentar dràsticament durant la dècada següent.
El 1901 es va dissenyar, construir i provar amb èxit un prototip i dues unitats de l'Indian Single, amb bastidor del tipus "diamant". Les primeres motocicletes Indian, amb transmissió per cadena i un disseny estilitzat, es van vendre al públic el 1902. El 1903, el cofundador i enginyer en cap d'Indian, Oscar Hedstrom, va establir el rècord mundial de velocitat en motocicleta, a 90,123 km/h. Aquell mateix any es va fundar a Milwaukee (Wisconsin) la que acabaria esdevenint la gran rival d'Indian, Harley-Davidson.
El 1904, Indian va introduir el color vermell intens que es convertiria en la imatge comercial de la marca. La producció anual de motocicletes Indian va superar les 500 i arribà fins a un màxim de 32.000 el 1913.
Fins al 1906, els motors de l'Indian Single els va construir a Illinois la firma Aurora sota llicència de la Hendee Manufacturing Co. Aurora va produir els motors per a les Indian del 1901 al 1907 i, a banda, fou autoritzada a vendre motors dissenyats per Indian a tercers a canvi d'una taxa. A partir de 1907, Aurora va poder fabricar les seves pròpies motocicletes completes, cosa que va fer sota la marca Thor, i Indian va començar a fabricar els seus propis motors.

#### Èxits en competició

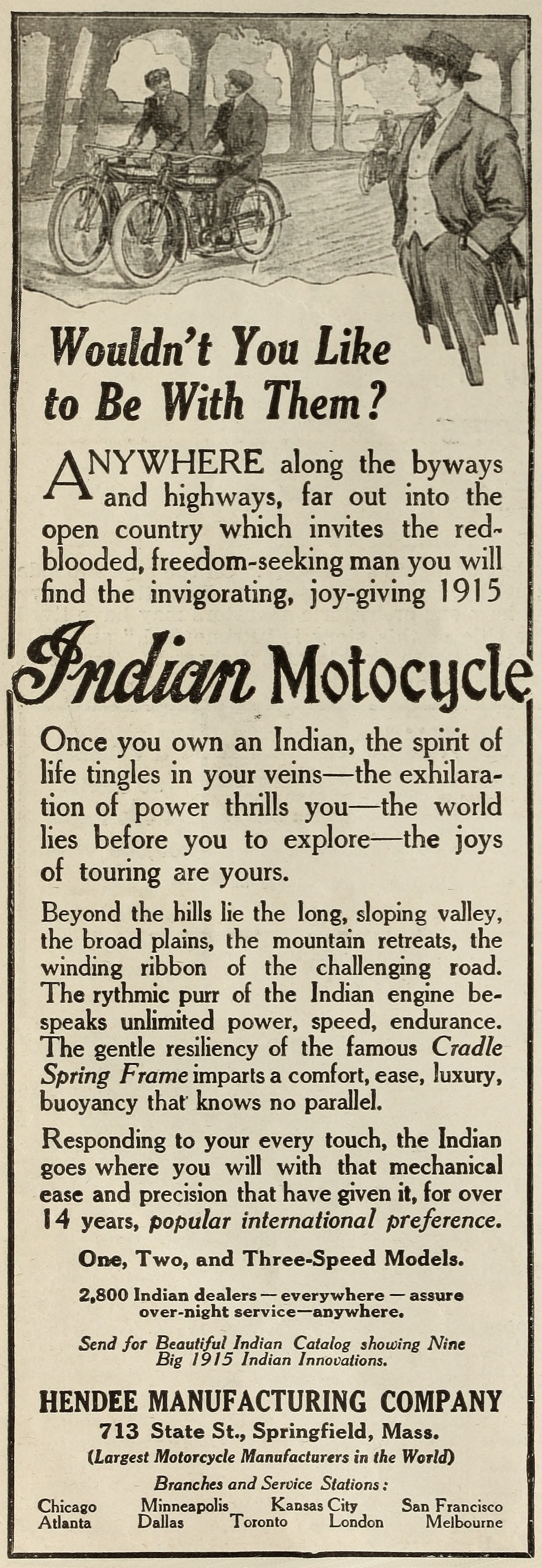
«No t'agradaria ser amb ells?», un anunci d'Indian Motocycle de 1915

El 1905, Indian va construir el seu primer model de competició de fàbrica amb motor bicilíndric en V ("V-twin") i els anys següents va tenir un gran protagonisme en les curses i els rècords de velocitat. El 1907, la companyia va llançar la primera versió urbana de la seva V-twin i una de carretera ("roadster") dissenyada a partir del model de fàbrica. La roadster es pot distingir del model de fàbrica per la presència d'empunyadures d'accionament de l'accelerador.
Un dels pilots més famosos de la marca va ser Erwin "Cannonball" Baker, qui va establir molts rècords de llarga distància. El 1914, va viatjar amb una Indian a través dels Estats Units, des de San Diego fins a Nova York, en un temps rècord d'11 dies, 12 hores i 10 minuts. La moto de Baker en els anys posteriors va ser la Powerplus, una V-twin de vàlvula lateral que es va llançar el 1916. El seu motor V-twin de 1.000 cc i 42 graus era més potent i silenciós que els dissenys anteriors i arribava a una velocitat màxima de 96 km/h. La Powerplus va tenir un gran èxit, tant com a roadster com per a base de motocicletes de curses. Va romandre en producció amb pocs canvis fins al 1924.
Els èxits en competició varen tenir un paper important en el ràpid creixement d'Indian i en van impulsar també la innovació tècnica. Un dels millors resultats inicials de la firma nord-americana va arribar al TT de l'illa de Man el 1911, quan els pilots de la marca Oliver Cyril Godfrey, Franklin i Moorehouse van acabar-hi primer, segon i tercer.
L'estrella d'Indian Jake DeRosier va establir diversos rècords de velocitat, tant a Amèrica com a Brooklands, Gran Bretanya, i va guanyar aproximadament 900 curses de dirt i board track. Més tard, va deixar Indian per Excelsior i es va morir el 1913, a 33 anys, després d'un accident en una cursa de board track en què topà amb Charles "Fearless" Balke, qui més tard esdevingué el principal pilot d'Indian. La feina a la fàbrica Indian es va aturar mentre passava la processó funerària de DeRosier.
Oscar Hedstrom va deixar Indian el 1913 després d'alguns desacords amb el consell d'administració sobre pràctiques dubtoses per a inflar el valor de les accions de la companyia. George Hendee va dimitir el 1916.

### Motos lleugeres (1916–1919)
Indian va llançar el Model K Featherweight ("pes ploma") monocilíndric de 221 cc amb motor de dos temps el 1916. Tenia un bastidor de bressol obert amb el motor com a membre integrant ("stressed member") i una forquilla frontal pivotant que la marca havia utilitzat anteriorment en motocicletes monocilíndriques, però que s'havia substituït a la majoria de les altres Indian per una forquilla d'enllaç de suspensió de fulla.
El Model K es va fabricar durant un any i va ser substituït el 1917 pel Model O, el qual tenia un motor bicilíndric pla ("flat-twin") de quatre temps i un nou bastidor, tot i que mantenia la forquilla pivotant anterior. El model O es va fabricar fins al 1919.

### Primera Guerra Mundial

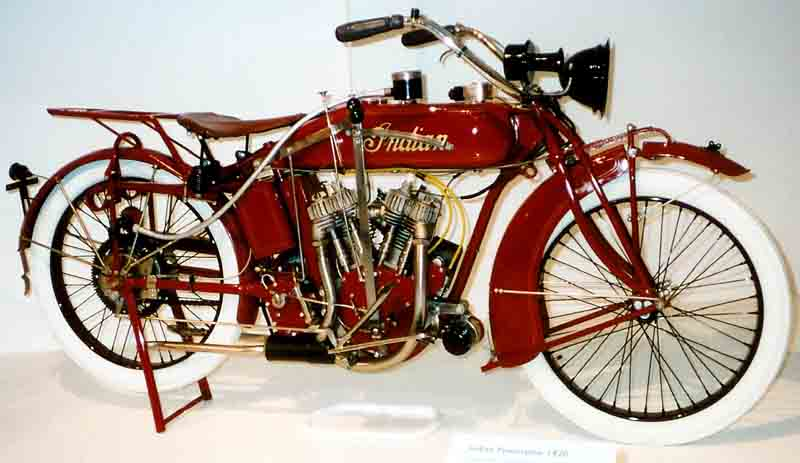
Indian Powerplus de 1920

Un cop els Estats Units van haver entrat a la Primera Guerra Mundial, durant els anys 1917 i 1918, Indian va vendre la major part de la seva línia Powerplus al govern dels Estats Units, cosa que va arruïnar la seva xarxa de concessionaris. Aquesta davallada dràstica de disponibilitat domèstica de les seves motocicletes va provocar una pèrdua de concessionaris de la qual Indian no se'n va recuperar mai del tot.
Tot i que les motocicletes Indian foren populars a l'exèrcit, la demanda de postguerra va ser assumida per altres fabricants a qui van recórrer molts dels antics venedors d'Indian. Per bé que Indian participava en el boom del negoci de la dècada del 1920, havia perdut la posició número u al mercat nord-americà davant de Harley-Davidson. Aquesta firma va vendre també una part de la seva producció a les forces armades durant la guerra, però gràcies a les bones relacions que William Harley tenia amb el Pentàgon, l'empresa va aconseguir mantenir la seva presència comercial.

### Període d'entreguerres

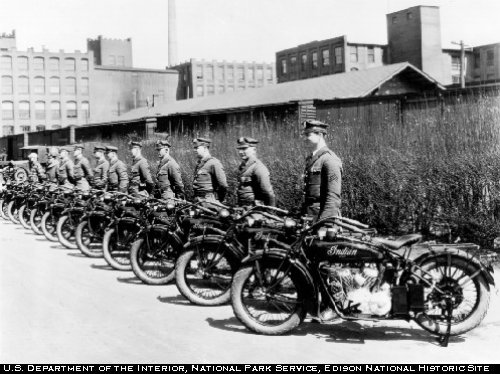
Policies americans amb les seves Indian Scout de servei als anys 20

Els models bicilíndrics Scout ("Explorador") i Chief ("Cap"), llançats a començaments de la dècada del 1920, es van convertir en els més reeixits de la firma de Springfield. Dissenyades per Charles Franklin, la Scout, de mitjana cilindrada i la Chief, més gran, compartien un tipus de motor V-twin de 42 graus. Tots dos models tenien bona reputació per la seva resistència i fiabilitat.
El març de 1930, Indian es va fusionar amb Du Pont Motors. El fundador d'aquesta altra empresa, E. Paul DuPont, va abandonar la producció dels seus automòbils i va concentrar els recursos de la corporació en Indian (Du Pont esdevingué president de la nova companyia resultat de la fusió). Les connexions amb la indústria de la pintura de DuPont van donar lloc a 24 opcions de color com a mínim per a 1934.
Els models Indian de l'època tenien el famós logotip del tocat de plomes de guerra indi al dipòsit de benzina. L'enorme fàbrica d'Indian a Springfield era coneguda com a Wigwam i la publicitat de la marca remetia sovint a l'imaginari amerindi.
El 1940, Indian va vendre gairebé tantes motocicletes com el seu principal rival, Harley-Davidson. Durant aquells anys, Indian també fabricava altres productes com ara motors d'aviació, bicicletes, motors de vaixells i aparells d'aire condicionat.

#### Scout

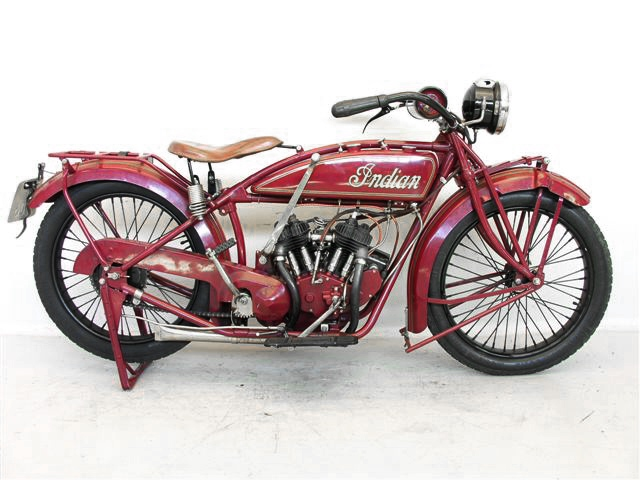
Indian Scout de 1920

L'Indian Scout es va produir del 1920 al 1949. Va rivalitzar amb la Chief com a principal model de la marca. Dissenyada per Charles B. Franklin, la Scout tenia la caixa de canvis cargolada al motor i disposava de transmissió per engranatges en comptes de per corretja o cadena. El motor cubicava originalment 610 cc; la Scout 45, amb un cubicatge de 740 cc, es va llançar el 1927 per a competir amb l'Excelsior Super X. A començaments de 1928 se li afegí com a component estàndard el fre anterior.
Més tard, el mateix 1928, la Scout i la Scout 45 van ser substituïdes pel Model 101 Scout, un altre disseny de Franklin. La 101 Scout tenia una distància entre eixos més llarga i una alçada de seient inferior a l'original. Gràcies a això, la 101 Scout era ben coneguda pel seu fàcil maneig.
La 101 Scout es va substituir per la Standard Scout de cara al 1932, un model que compartia el bastidor amb la Chief i la Four; com a resultat, la Standard Scout era més pesada i menys àgil que la 101. De cara al 1933 es va llançar una segona línia de Scout. Basant-se en el bastidor de l'antiga monocilíndrica Indian Prince, la Motoplane duia el motor de 740 cc de la Standard Scout, mentre que la Scout el tenia més reduït, de 500 cc. El 1934 es va substituir la Motoplane per la Sport Scout, amb un bastidor més pesat però més rígid, capaç de suportar la potència del motor 740 cc, mentre que la Pony Scout, més tard rebatejada com a Junior Scout, aprofitava el bastidor de la Prince/Motoplane.
Entre el llançament de la Sport Scout el 1934 i la cancel·lació de la Standard Scout el 1937, hi va haver tres models Scout (Pony/Junior, Standard i Sport) amb tres xassissos diferents. La Sport Scout i la Junior Scout es van fabricar fins que la producció civil es va interrompre a començaments de 1942.

#### Chief

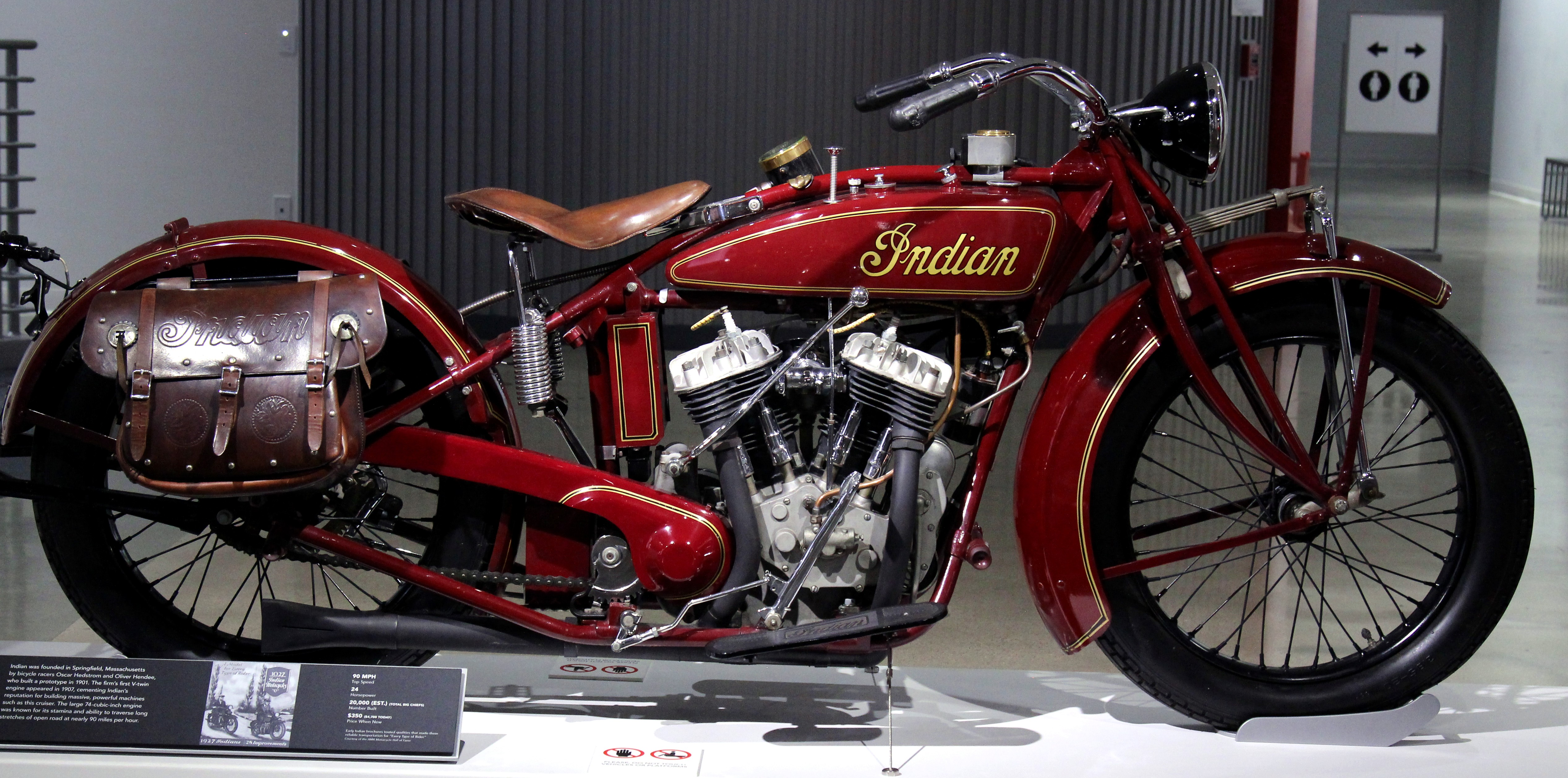
Una Indian Big Chief de 1927 que havia estat de Steve McQueen

Llançada el 1922, l'Indian Chief tenia un motor de 1.000 cc basat en el de la Powerplus; un any després el motor es va ampliar a 1.200 cc. Al llarg dels anys es van fer nombroses millores a la Chief, entre elles la incorporació de fre anterior el 1928.
El 1940, tots els models es van equipar amb els grans parafangs amb faldó que es van convertir en un tret identificatiu d'Indian, i a la Chief se li va adaptar nou bastidor amb molles que era superior al de la seva rival, Harley, sense suspensió posterior.
Les Chief de la dècada del 1940 eren boniques i còmodes, capaces d'arribar als 137 km/h en sortir de fàbrica i als 160 km/h si es preparaven, tot i que el seu pes considerable en dificultava l'acceleració. La Chief de 1948 tenia un motor de 1.213 cc, canvi de velocitats manual i embragatge a pedal. Mentre que una empunyadura del manillar controlava l'accelerador, l'altra duia el control de l'avançament manual de l'encesa.
El 1950, el motor V-twin es va ampliar a 1.300 cc i es van adoptar forquilles telescòpiques. Però els problemes financers d'Indian van fer que se'n fabriquessin poques unitats. La producció de la Chief va acabar el 1953.

#### Four

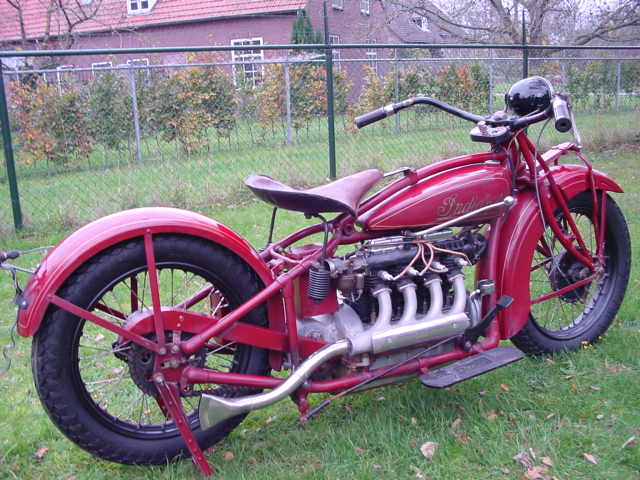
Indian 402 de 1928

Indian va comprar Ace Motor Corporation el 1927 i en va traslladar la producció de la motocicleta Ace de 4 cilindres a Springfield, des d'on es va comercialitzar com a Indian Ace aquell any. El 1928, l'Indian Ace es va substituir per l'Indian 401, un desenvolupament de l'Ace dissenyat per Arthur O. Lemon, antic enginyer en cap d'aquella empresa que va ser contractat per Indian quan la va comprar. Les forquilles del tipus leading-link de l'Ace i la molla central helicoidal van ser substituïdes per les forquilles trailing-link Indian i molla de fulla el·líptica.
El 1929, l'Indian 401 es va substituir per la 402, amb un bastidor de doble bressol més fort basat en el de la 101 Scout i un cigonyal de cinc rodaments més resistent que el de l'Ace, la qual en tenia un de només tres rodaments. Les Indian 401 i 402 es coneixen genèricament com a Indian Four ("Quatre").
Malgrat la poca demanda de motocicletes de luxe durant la Gran Depressió, Indian no només va continuar produint la Four, sinó que va continuar desenvolupant la motocicleta. De fet, Indian i Harley-Davidson foren les dues úniques productores de motocicletes dels Estats Units que aconseguiren sobreviure a la crisi provocada pel Crac del 29.

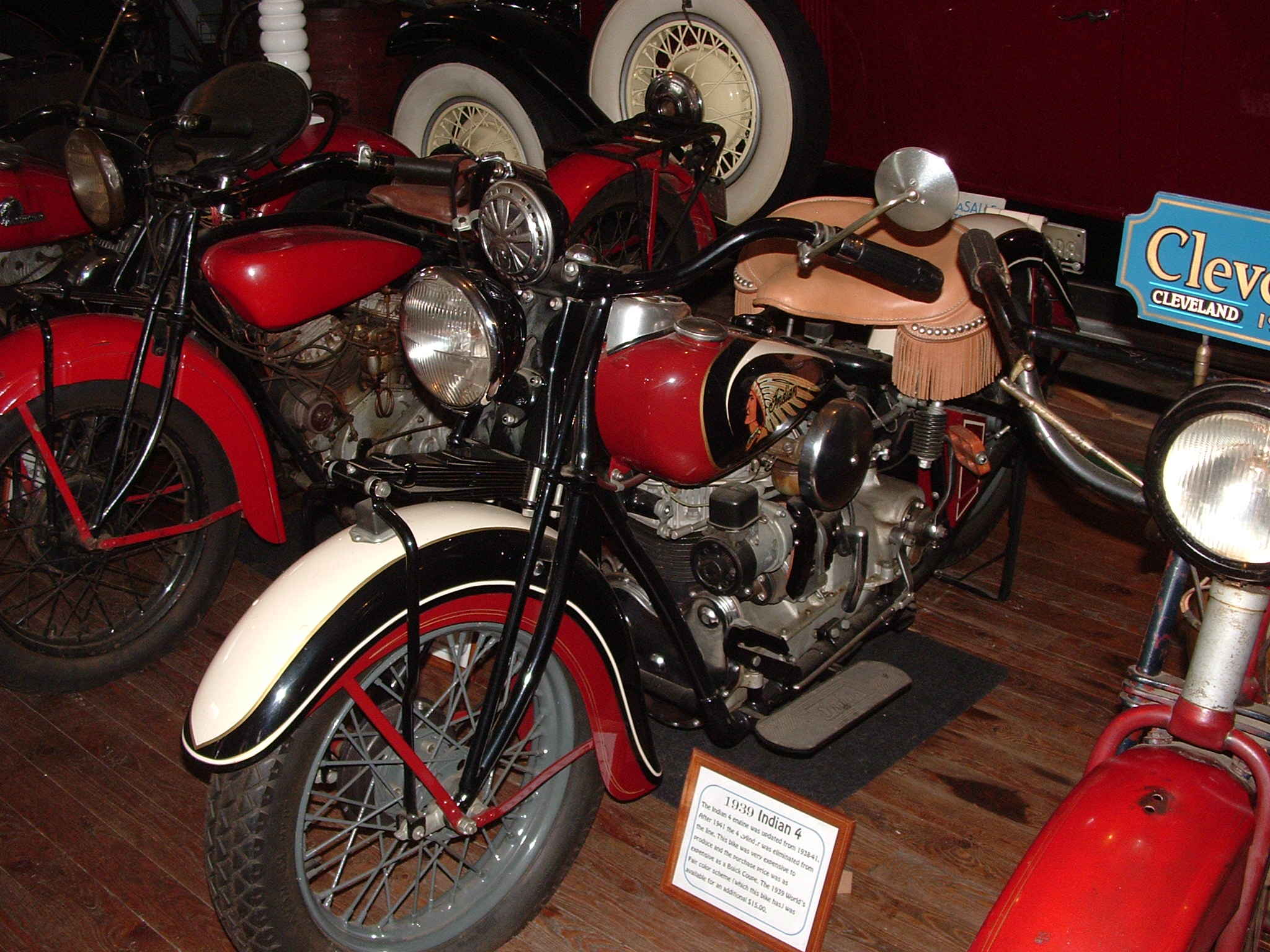
Una Indian 4 de 1939 amb esquema de colors "World's Fair", en commemoració de l'Exposició Internacional de Nova York d'aquell any.

Una de les versions menys populars de la Four fou la de la temporada 1936-1937, amb el seu motor "upside down" ("cap per avall"). Mentre que les Four anteriors (i posteriors) duien motors d'admissió superior (IOE) amb vàlvules d'entrada i vàlvules d'escapament laterals, l'Indian Four de 1936-1937 tenia l'escapament per sobre de l'admissió (EOI), amb les posicions, doncs, invertides. En teoria, això havia de millorar la vaporització del combustible i el nou motor hauria de ser més potent. Tanmateix, el nou sistema feia que la culata i la banda del motor que donava al conductor s'escalfessin massa. Això, juntament amb un sistema de vàlvula d'escapament que requeria un ajustament freqüent, en va provocar la caiguda de les vendes. L'addició de carburadors duals el 1937 no en va fer revifar l'interès. El disseny va tornar a la configuració original el 1938.
Igual que a la Chief, a la Four se li van incorporar parafangs grans amb faldons i suspensió posterior d'èmbol el 1940. El 1941 es van substituir les rodes de 18 polzades dels models anteriors per unes de 16 polzades amb pneumàtics del tipus "globus". L'Indian Four es va deixar de fabricar el 1942.
La importància històrica del model de 1940 es va reconèixer el 2006 amb una emissió de segells de 39 cèntims del servei postal dels Estats Units que formava part d'un conjunt de quatre panells titulat American Motorcycles.
Un model de 1941 forma part de la col·lecció de motocicletes de la Smithsonian Institution que s'exhibeix al Museu Nacional d'Història Americana, a Washington, D.C. A la col·lecció de vehicles terrestres de l'Old Rhinebeck Aerodrome, a l'Estat de Nova York, hi ha sengles exemplars d'Indian Four de 1931 i de 1935.

### Segona Guerra Mundial
Durant la Segona Guerra Mundial, les Chief, Scout i Junior Scout van ser utilitzades en petita quantitat per l'exèrcit dels Estats Units, amb diverses finalitats. A banda, les Indian van ser àmpliament utilitzades pels serveis militars britànics i altres de la Commonwealth, sota els programes Lend-Lease. Malgrat tot, cap d'aquests models Indian no va poder desbancar la Harley-Davidson WLA, la motocicleta que feia servir principalment l'exèrcit dels Estats Units.

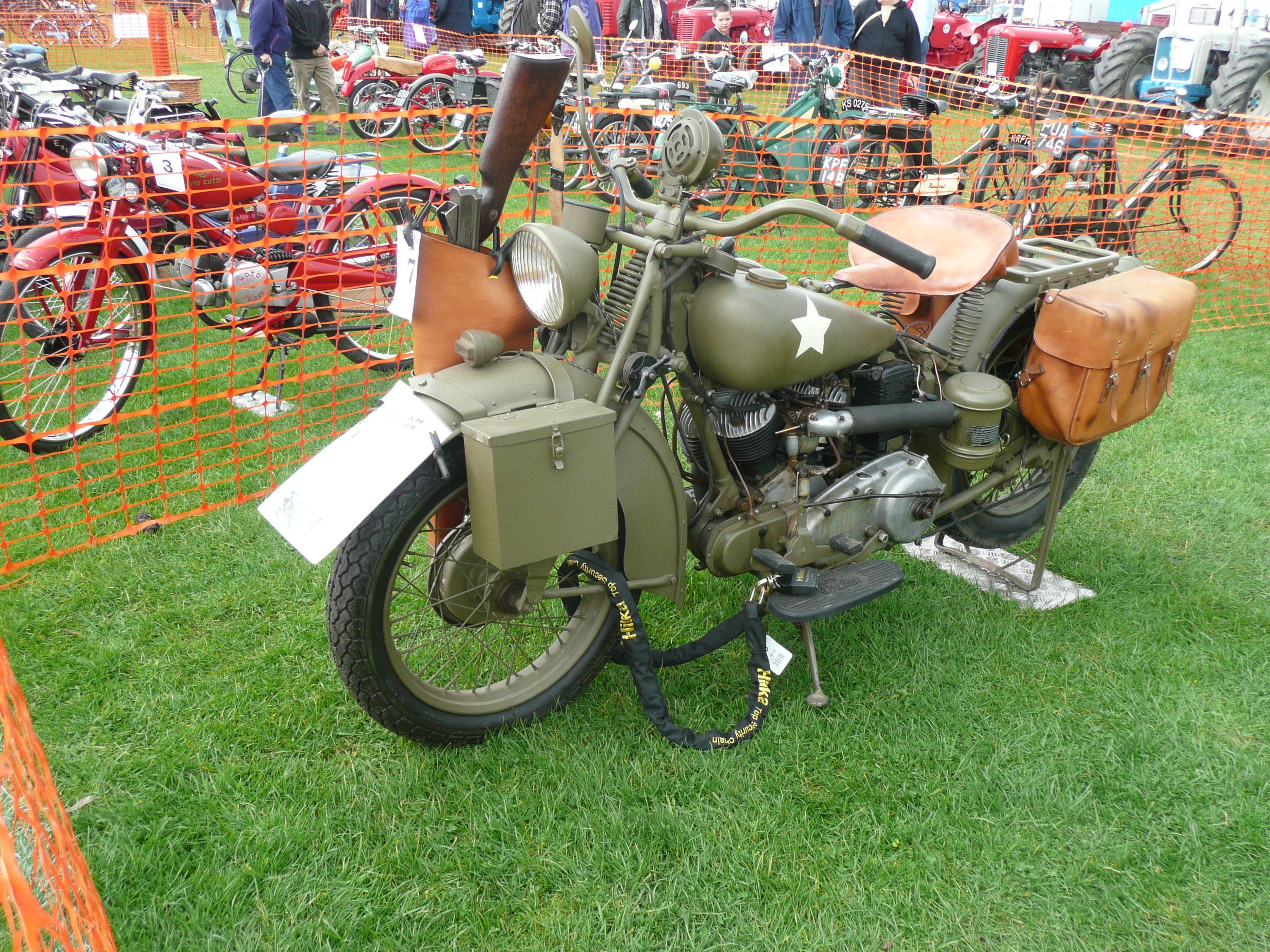
Indian Scout 500 de 1942 (versió 741). Aquest model no el va fer servir l'exèrcit dels EUA però es va subministrar als aliats de la Commonwealth sota el programa Lend-Lease

Els primers dissenys militars d'Indian es basaven en la Scout 640 de 750 cc (la qual es comparava sovint amb la WLA de Harley-Davidson), però eren o bé massa cars o massa pesats, o una combinació d'ambdós. L'oferta posterior de la marca, la 741B de 500 cc, no va ser seleccionada per a obtenir un contracte amb els militars. Indian també va fer una versió basada en la Chief de 1.200 cc, la 344. També es van provar vora mil versions experimentals del model 841, equipat amb motor bicilíndric lateral de 750 cc amb transmissió per eix, com el d'una Moto Guzzi moderna.
Indian va construir un prototip de moto lleugera, anomenada M1 light motorcycle, per a les forces aerotransportades de la Segona Guerra Mundial. La moto estava pensada per a ser llançada amb paracaigudes, juntament amb les tropes. El disseny mai no va superar la fase de prototip.

#### 841
Durant la Segona Guerra Mundial, l'exèrcit nord-americà va sol·licitar dissenys experimentals de motocicletes adequats per a la guerra al desert. Com a resposta, Indian va dissenyar i construir la 841. Se'n van fabricar aproximadament 1.056 unitats.
L'Indian 841 estava molt inspirada en la BMW R71 (la qual, malgrat que no va acabar essent utilitzada per l'exèrcit alemany, fou la base de la Dnepr M72 soviètica, la base al seu torn de les actuals Ural i Chiang Jiang), igual que la seva competidora, la Harley-Davidson XA.
Tanmateix, a diferència de la XA, la 841 no era una còpia de la R71. Tot i que el seu bastidor tubular, la suspensió posterior d'èmbol i la transmissió per eix eren similars als de la BMW, la 841 se'n diferenciava en diversos aspectes, especialment pel seu motor V-twin de cigonyal longitudinal de 90 graus i la seva forquilla de biga.
L'Indian 841 i la Harley-Davidson XA van ser provades per l'exèrcit, però cap de les dues no va ser adoptada per a un ús militar més ampli. Es va determinar que el Jeep era més adient per als rols i missions als quals estaven destinades aquestes motocicletes.

### Declivi i fallida a la postguerra
El 1945, un grup encapçalat per Ralph B. Rogers va comprar una important participació de la companyia. L'1 de novembre d'aquell any, duPont va lliurar formalment la direcció d'Indian a Rogers.

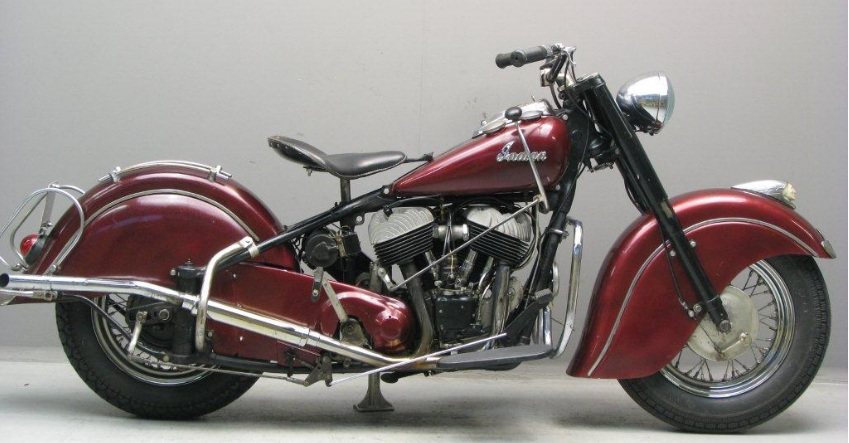
Indian Chief Black Hawk de 1950

Sota el control de Rogers, Indian va reprendre la producció amb un sol model, la Chief, per als anys 1946 i 1947. Aquest darrer any es va introduir un petit llum ornamental al parafang anterior de la moto en forma de cap d'indi amb tocat de plomes, un accessori que es va conèixer popularment com a war bonnet ("gorra de guerra").
El 1948, Indian va afegir a la gamma dos models d'importació sota la seva marca, la txeca CZ125b (ČZ), i l'escúter Corgi de Brockhouse Engineering. L'escúter, un nou vehicle de 98 cc desenvolupat per a les tropes paracaigudistes durant la Segona Guerra Mundial, es va rebatejar com a Papoose ("nen" en llengua algonquina). Indian també va produir una quantitat limitada (vora 50) del model Scout 648 per a competició.
El 1949, l'empresa va abandonar la Chief i va iniciar la fabricació de dues motocicletes lleugeres, la monocilíndrica de 220 cc "149 Arrow" i la bicilíndrica de 440 cc "249 Scout". la Scout es va oferir en diverses presentacions. La tramesa inicial d'aquestes motos lleugeres els va crear una reputació de poca fiabilitat, sovint associada a una maniobra precipitada per a ocupar el mercat. L'any següent, publicacions de l'època van informar de lliuraments posteriors que havien solucionat la majoria d'aquells problemes de fiabilitat.
La gamma de 1950 va recuperar la Chief, amb forquilles telescòpiques. També es va presentar el llançament del model Warrior de 500 cc de dos cilindres, tant amb acabat estàndard com esportiu tipus TT amb tub d'escapament alt. Pel que fa a l'empresa, Rogers cessà com a CEO d'Indian i entrà a Texas Instruments. El substitut de Rogers, elegit a mà, fou el president i propietari de la Brockhouse Engineering, John Brockhouse. Malauradament, la nova gestió no va aportar millores i la producció de tots els models va cessar el 1952. La major part de les Chief de 1953 varen ser fabricades amb peces d'estoc sobrants. Tota la fabricació es va aturar definitivament el 1953.

### Empreses successores

#### Brockhouse Engineering (1953-1960)

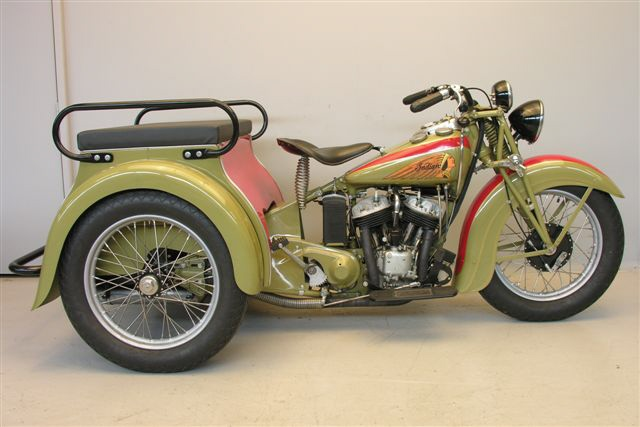
El tricicle de repartiment Dispatch Tow dels anys 30 (a la imatge, un exemplar de 1939) es va rebatejar com a Patrol i es va destinar al servei policial durant la postguerra

Quan Rogers va liquidar Indian el 1953, Brockhouse Engineering en va adquirir els drets del nom. Indian Sales Corp (ISC) va continuar llavors amb la producció de l'escúter Papoose (el qual cessaria la producció el 1954) i la Brave, una motocicleta lleugera de 125 cc d'estil europeu. Tots els altres models van ser abandonats després de reduir-ne l'inventari. La Brave havia estat dissenyada abans de l'adquisició de Brockhouse i la produïa una filial anglesa d'aquesta empresa. Indian havia importat aquests models subcontractats des de 1951, quan Brockhouse n'era el president i Rogers el propietari. Fora d'aquests dos models, que van beneficiar directament les indústries de paraigües de Brockhouse, ISC també va vendre una gran varietat de motocicletes d'importació sota la seva marca, entre elles Vincent, AJS i Matchless en diverses dates, fins a consolidar la seva línia de models d'importació en un únic fabricant.
Des del 1955 fins al 1960, ISC va importar motocicletes angleses Royal Enfield, lleugerament personalitzades als Estats Units, i les va vendre sota la marca Indian. Gairebé tots els models de Royal Enfield tenien un model Indian corresponent als EUA. Els models eren l'Indian Chief, Trailblazer i Apache (tots tres, bicilíndrics de 700 cc), Tomahawk (bicilíndric de 500 cc), Woodsman i Westerner (monocilíndrics de 500 cc), Hounds Arrow i Fire Arrow (monocilíndrics de 250 cc), Lance (monocilíndric de 150 cc 2 temps) i la Patrol Car de 3 rodes (monocilíndrica de 350 cc). Aquest darrer model s'havia llançat durant la dècada del 1930 com a vehicle comercial de repartiment amb el nom de Dispatch Tow i, durant els 50, es reconvertí a l'ús policial com a Patrol.

#### Associated Motor Cycles (1960-1963)
El 1960, l'AMC anglesa va comprar el nom Indian. Com que Royal Enfield era la seva competència, van aturar bruscament tots els models Indian basats en aquella marca, tret de la Chief de 700 cc. El 1962 AMC, amb problemes financers, va abandonar tota comercialització de la marca Indian, ja que la companyia va optar per centrar-se exclusivament en les seves pròpies marques Norton i Matchless.

#### Floyd Clymer (1963-1970)

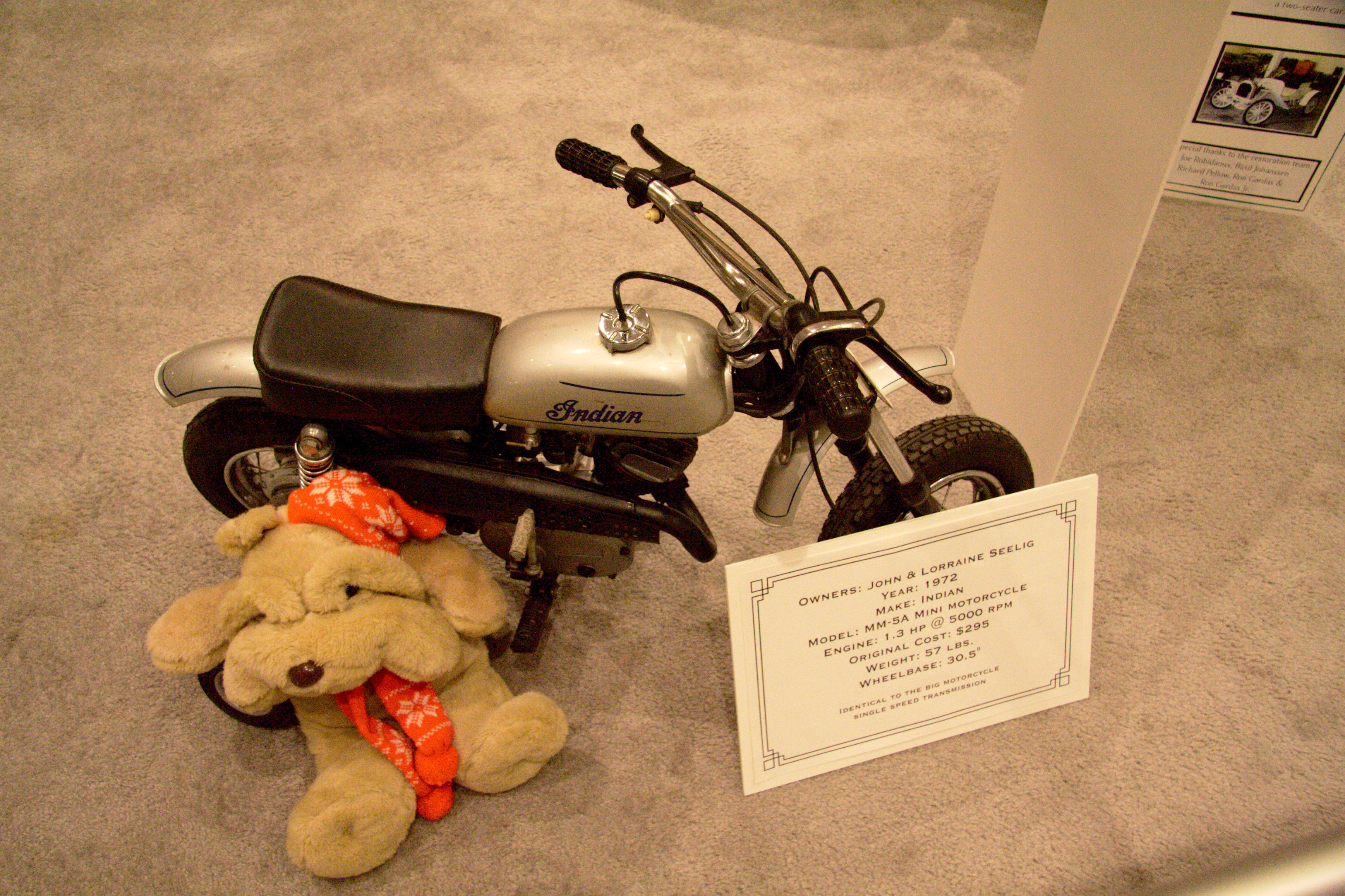
Minimoto Indian MM-5A del 1972

Des de la dècada del 1960, l'empresari Floyd Clymer va començar a fer servir el nom Indian. Inicialment el va associar a motocicletes importades, tot encarregant-li a l'ex-pilot i enginyer italià Leopoldo Tartarini, propietari d'Italjet Moto, la fabricació de minimotos amb motor Minarelli de 50 cc que després venia sota el nom d'Indian Papoose. Les minimotos van tenir èxit, de manera que Clymer va encarregar a Tartarini la fabricació de motocicletes Indian de mida normal basades en la Italjet Griffon i equipades amb el motor bicilíndric en paral·lel de la Royal Enfield Interceptor de 750 cc.
Una altra creació va ser l'Indian Velo 500, una producció limitada que duia un motor monocilíndric Velocette amb diversos components de la transmissió Norton i Royal Enfield i peces de xassís italianes: bastidor lleuger Italjet, forquilles Marzocchi anteriors amb eix anterior Grimeca amb fre de sabata de dues línies, llandes d'alumini Borrani i dipòsit i seient fàcilment desmuntables, cosa que li suposava a la tradicional Velocette Venom un estalvi de pes de 20 kg.
El projecte es va acabar bruscament a causa de la mort de Clymer i la fallida de Velocette quan hi havia 200 motos enviades als EUA i 50 restants a Itàlia, les quals van ser comprades pel concessionari de Velocette a Londres Geoff Dodkin. Després d'una prova per carretera, la revista mensual britànica Motorcycle Sport descrivia la moto com a "enginyeria britànica i estil italià en un producte destinat originalment al mercat americà" i informava que Dodkin subministraria les seves motocicletes amb motor Venom estàndard o, a un preu més alt, amb la versió Thruxton.

#### Propietat d'Alan Newman (1970-1977)
Després de la mort de Clymer, el 1970, la seva vídua va vendre la pretesa marca comercial Indian a l'advocat de Nova York Alan Newman, qui va continuar important minimotos fabricades per Italjet i posteriorment les va fabricar en una planta de muntatge de la seva propietat a Taipei (Taiwan). Newman va produir diversos models amb cilindrades de 50 a 175 cc, equipats principalment amb motors italians de dos temps fabricats per Italjet o Franco Morini.
El 1974, Newman planejava tornar a fabricar motos de gran cilindrada com ara l'Indian 900 fent servir motors Ducati de 860 cc i en va encarregar la producció d'un prototip a Leo Tartarini. El projecte va fracassar i només en resta el prototip.
Les vendes d'Indian de Newman anaven a la baixa el 1975. Finalment, la companyia va ser declarada en fallida el gener de 1977.

#### American Moped Associates i DMCA (1977-1984)
A finals de 1977, American Moped Associates va adquirir la marca comercial Indian al tribunal de fallides per 10.000 dòlars. A.M.A. va fer servir la planta de Taiwan per a fabricar-hi un nou ciclomotor emprant patents llicenciades de l'antic model d'Honda PC50-K1. El resultat va ser l'Indian AMI-50 Chief. Aquest ciclomotor es va comercialitzar des del 1978 fins a finals del 1983, ja que la marca va ser adquirida pel grup DMCA de Carmen DeLeone el 1982. DMCA va cancel·lar l'estoc romanent de ciclomotors d'AMA i en va cessar la fabricació. Manco, propietat de DMCA, comercialitzà karts sota la seva marca equipats amb motors de quatre temps "Indian" fins al 1984, quan aquest històric nom desaparegué de tots els seus vehicles motoritzats. Els drets sobre la marca van anar passant des d'aleshores per una successió de propietaris i van esdevenir objecte de reclamacions recurrents a finals de la dècada del 1980.

#### Altres intents (1984-1999)
El 1992, els drets de Clymer sobre la marca foren transferits a Indian Motocycle Manufacturing Co. Inc. de Berlin (Massachusetts), una corporació dirigida per Philip S. Zanghi.
El juny de 1994, a Albuquerque (Nou Mèxic), Wayne Baughman, president d'Indian Motorcycle Manufacturing Incorporated, va presentar, iniciar i muntar un prototip d'Indian Century V-Twin Chief. Baughman havia declarat abans la seva intenció de construir motocicletes noves sota la marca Indian, però aquesta va ser la seva primera aparició amb una motocicleta acabada. Ni Zanghi ni Baughman van iniciar, però, la producció de motocicletes. A més, a l'agost de 1997, Zanghi va ser condemnat per frau de valors, evasió fiscal i blanqueig de diners.
El gener de 1998, Eller Industries va obtenir el permís de compra dels drets de marca d'Indian dels receptors de l'anterior propietari. Eller Industries va contractar Roush Industries per a dissenyar el motor de la motocicleta i estava negociant amb la banda Cow Creek de la tribu d'indis Umpqua per a construir una fàbrica de motocicletes al seu territori tribal.
El febrer de 1998 la premsa de motociclisme va publicar tres mostres, cadascuna en format turisme, turisme esportiu i esportiu, de motocicletes amb els bastidors creats pel dissenyador de suspensions James Parker.
Eller Industries va organitzar la presentació pública del prototipus del model de turisme el novembre de 1998, però finalment se li va prohibir de mostrar-lo a causa d'una ordre de restricció del receptor, qui va dir que Eller havia incomplert els termes de les seves obligacions. El contracte es va retirar després que la companyia incomplís el termini per a tancar l'acord i no n'acordés una pròrroga amb el receptor. Eller Industries tampoc no havia complert altres condicions, com ara el pagament de costos administratius i la presentació d'un prototip operatiu. Basat en això, el desembre de 1998 un tribunal federal de fallides de Denver (Colorado) va permetre la venda de la marca comercial a IMCOA Licensing America Inc.

#### Indian Motorcycle Company of America (1999–2003)
L'Indian Motorcycle Company of America es va fundar a partir de la fusió de nou empreses, entre elles la fabricant de motocicletes California Motorcycle Company (CMC) i l'IMCOA Licensing America Inc., la qual havia rebut la marca comercial Indian del Tribunal del Districte Federal de Colorado el 1998.
La nova empresa va començar a fabricar motocicletes el 1999 a les antigues instal·lacions de CMC a Gilroy (Califòrnia). El primer model "Gilroy Indian" va ser un de nou disseny anomenat Chief. Els models Scout i Spirit també es van fabricar a partir del 2001. Aquestes motocicletes es fabricaven inicialment amb motors S&S de 1.442 cc, però més tard, del 2002 al 2003, van emprar el disseny del motor Powerplus de 1.600 cc. L'Indian Motorcycle Company va entrar en fallida i va cessar totes les activitats de producció a Gilroy el 19 de setembre de 2003.

#### Indian Motorcycle Company (2006-2011)

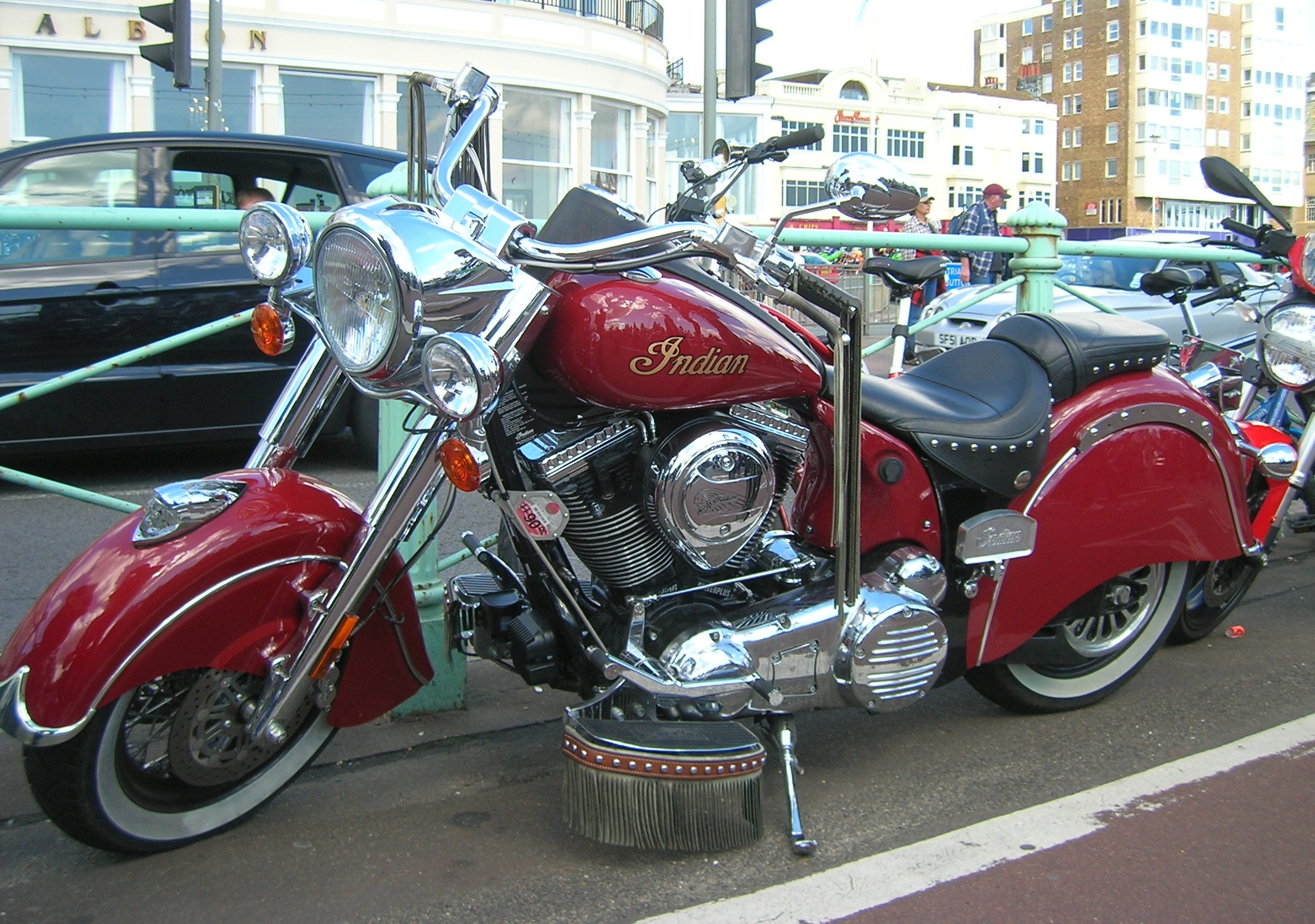
Una Stellican Indian amb el característic color vermell d'Indian a Brighton el 2010

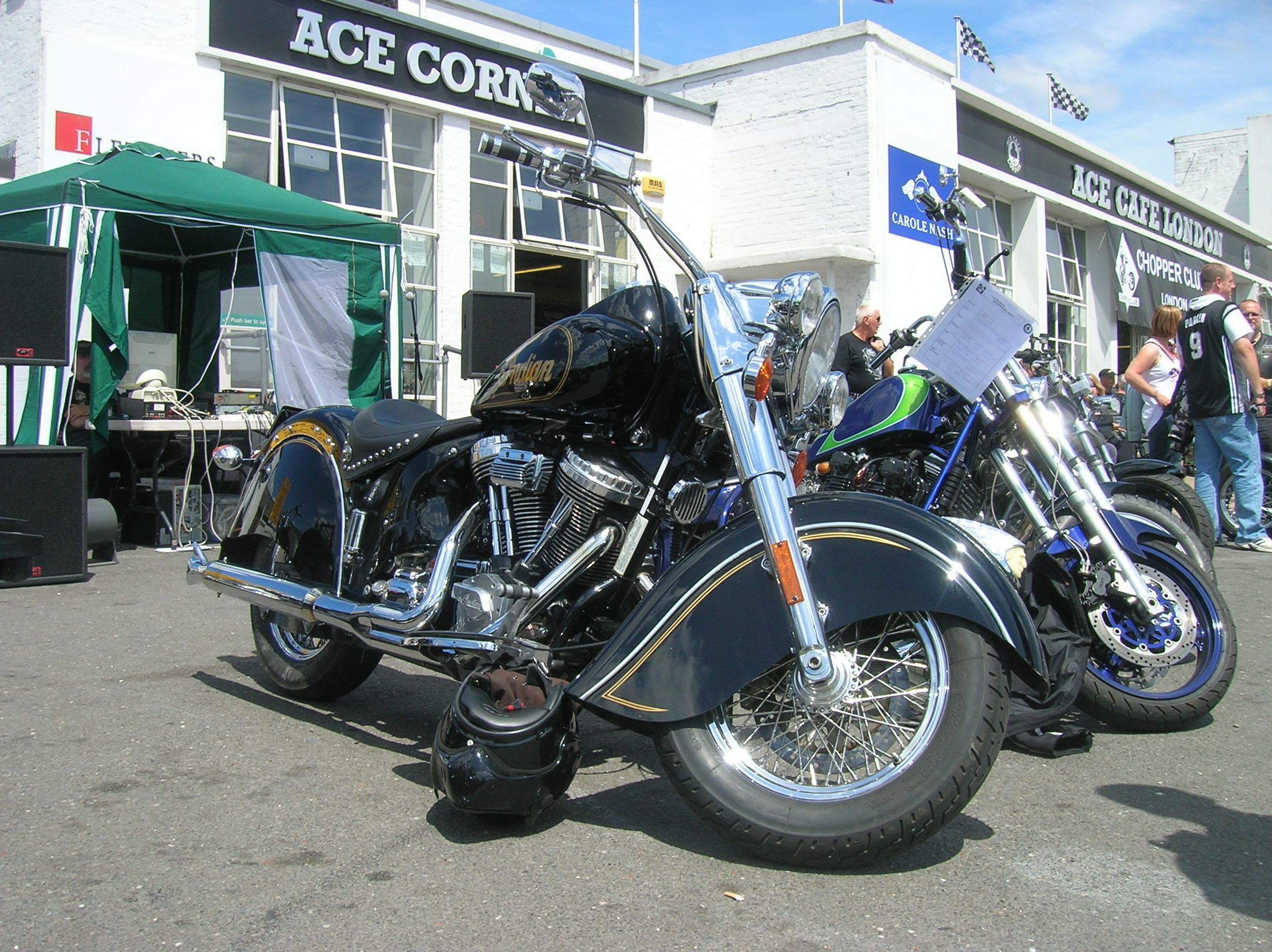
Una Stellican Indian a l'Ace Cafe London el 2010

El 20 de juliol de 2006, la recentment tornada a constituir Indian Motorcycle Company, propietat en gran part de Stellican Limited, una empresa de capital privat amb seu a Londres, va anunciar la seva nova seu a Kings Mountain (Carolina del Nord), on va reiniciar la marca de motocicletes Indian tot fabricant les Indian Chief en nombre limitat, més enfocada en l'exclusivitat que no pas en el rendiment. Després de dos anys d'investigacions del mercat americà de motocicletes -especialment, de les causes que havien portat la seva històrica competidora, Harley-Davidson, d'una situació propera a la fallida a començaments dels 80 al multimilionari èxit actual- els objectius d'Indian s'orientaren a una veta de mercat de gran expansió, com són les motocicletes de turisme de grans dimensions.
Partint del punt on ho havia deixat la desapareguda IMC de Gilroy el 2003, els models "Kings Mountain" eren productes de continuïtat basats en la nova sèrie de motocicletes desenvolupada el 1999. L'Indian Chief de 2009 incorporava un motor Powerplus redissenyat de 1.720 cc V-twin amb injecció electrònica de port seqüencial de bucle tancat i un sistema de càrrega que proporcionava una major capacitat per a la injecció electrònica de combustible.

#### Adquisició de Polaris (2011)
A l'abril del 2011, Polaris Industries, el fabricant de vehicles d'oci i tot terreny (motos de neu, quads, etc.) i empresa matriu de Victory Motorcycles, va anunciar la seva intenció d'adquirir Indian Motorcycle. El 19 d'abril de 2011 es va anunciar que l'adquisició s'havia materialitzat. Stephen Julius, president d'Indian, es mostrava satisfet «d'haver arribat a aquest acord amb Polaris. Polaris utilitzarà els seus coneixements en enginyeria, fabricació i distribució per a completar la missió que nosaltres vàrem prendre en el rellançament de la marca el 2006, aprofitant el potencial d'Indian. Polaris és el propietari amb més lògica d'Indian. El patrimoni d'una marca com Indian permetrà Polaris competir amb agressivitat a través d'un espectre ampliat del mercat de la moto».
Les instal·lacions de producció d'Indian es van traslladar a Spirit Lake (Iowa), on se'n va iniciar la producció el 5 de juny de 2011.
El març de 2013, Indian va presentar el seu nou motor "Thunder Stroke" de 1.820 cc i va començar a vendre les seves motocicletes de nova creació basades en aquest el 2013.

## Producció actual
El 3 de desembre de 2013, Polaris va anunciar tres noves motocicletes Indian basades en l'estil tradicional de la marca, juntament amb el motor Thunder Stroke 111 V-twin. El motor té un disseny de triple càmera amb una lleva central accionada per cadena que gira les lleves anterior i posterior mitjançant engranatges, cosa que permet la col·locació paral·lela de les varetes per a aconseguir un aspecte similar als dissenys antics d'Indian. La refrigeració és per aire, amb les grans aletes tradicionals i una caixa d'aire al bastidor d'alumini fos. Totes les Indian que duen el motor Thunder Stroke 111 comparteixen aquest disseny de bastidor d'alumini, tot i que la distància entre eixos i la reixeta frontal varien segons el model. La transmissió integrada també és accionada per engranatges.
Des del 2013, Indian ha ampliat la seva gamma a cinc models, els quals actualment s'ofereixen en 23 nivells d'acabat. Dotze d'ells duen el motor Thunderstroke 111 i cinc utilitzen l'Scout, de menor cilindrada i amb refrigeració líquida. La Scout té quatre acabats en la seva gamma, entre ells el motor de 1.133 cc, mentre que la Scout 60 duu la variant homònima 1.000 cc. Indian ofereix tres acabats de la FTR 1200, un model més esportiu llançat el 2019. A partir del 2020, s'ha llançat la Challenger Bagger amb un nou motor V-twin Indian PowerPlus de 60 graus amb refrigeració líquida, disponible en tres variants.

### Chief
Chief Classic (2014–2018)

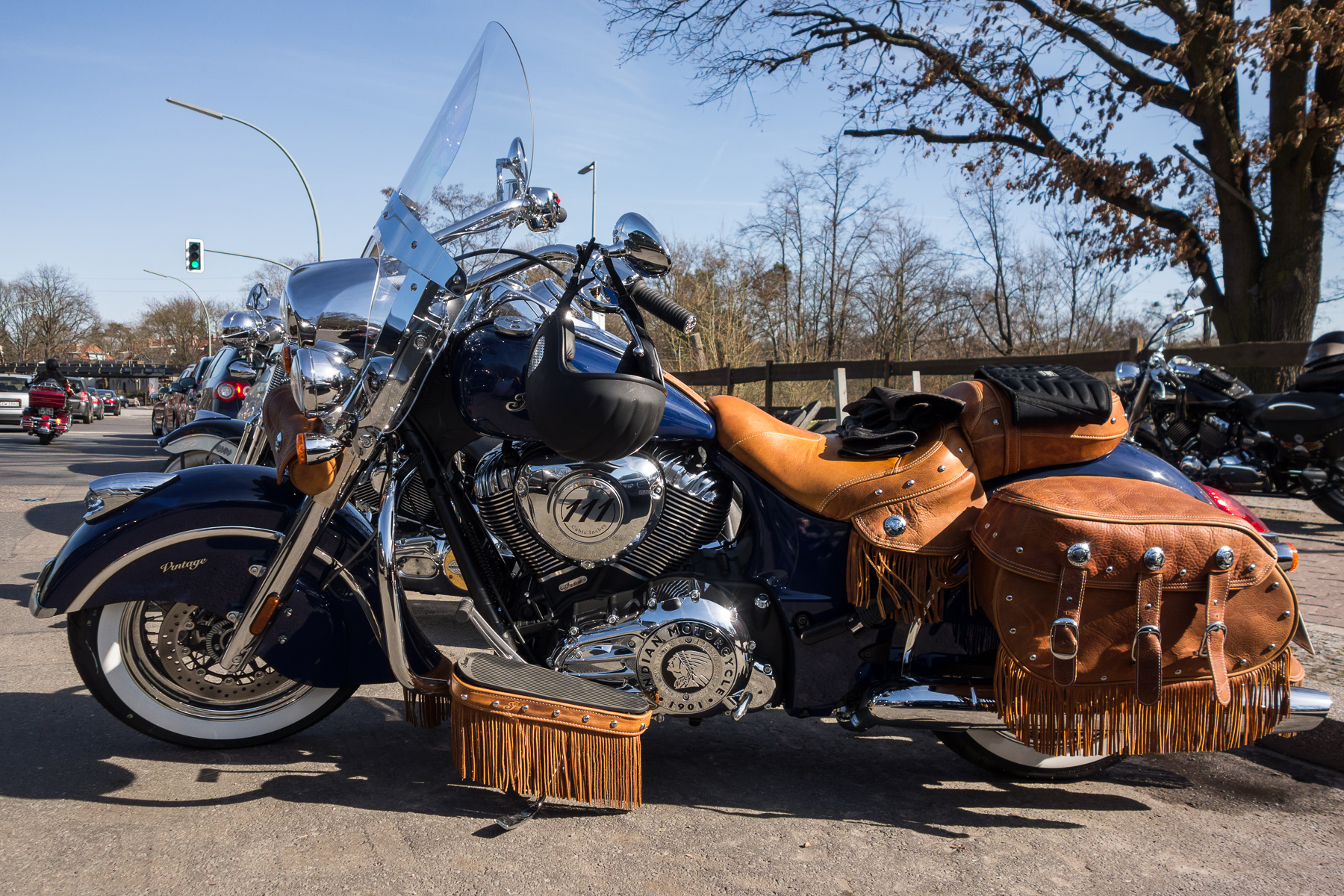
Indian Chief Vintage de 2014

La Chief Classic estàndard té els grans parafangs i el clàssic "war bonnet" il·luminat al parafangs anterior. El control de velocitat, el sistema de frenada antibloqueig, l'arrencada sense clau i la injecció electrònica de combustible venen de sèrie en aquest i en tots els altres models. Compta amb una transmissió de sis velocitats i un basculant monoamortidor regulable manualment.
Chief Vintage (2014–)
L'Indian Chief Vintage comparteix el xassís, la transmissió i l'estil de la Chief Classic, i afegeix alforges d'alliberament ràpid i seient doble de cuir marró, revestiment addicional de crom, parabrisa d'alliberament ràpid i transmissió de sis velocitats.
Chief Dark Horse (2016–)
L'Indian Chief Dark Horse ("Cavall fosc") per al 2016 es va presentar el dia de Sant Valentí del 2015. El model és bàsicament una Chief Classic pintada de negre de la qual s'han retirat els llums de conducció, el refrigerador d'oli, l'indicador de combustible analògic, el seient i els reposapeus del passatger.

### Springfield
Springfield (2016–)

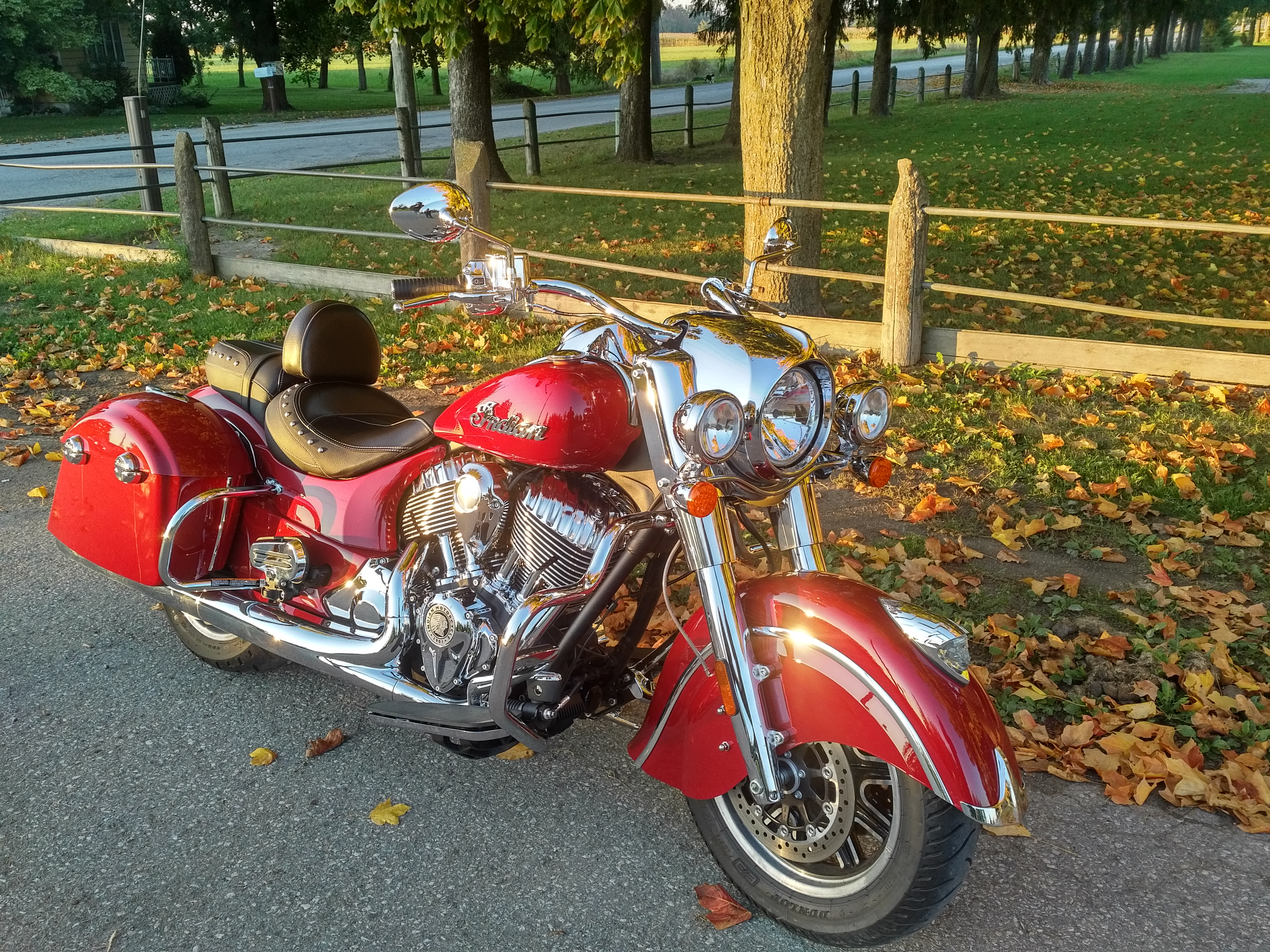
Indian Springfield de 2016

La Springfield es va presentar al març del 2016 durant la setmana de la Daytona Bike. Rep el nom del lloc de naixement d'Indian Motorcycles, Springfield (Massachusetts). És en certa manera una motocicleta híbrida, que comparteix geometria de direcció i maletes dures amb els models Chieftain i RoadMaster, però està equipada amb un parabrisa d'alliberament ràpida com la Vintage. També compta amb un amortidor d'aire posterior ajustable com els altres models de turisme.
Springfield Dark Horse (2018–)
Per al 2018, Indian ofería la Springfield en acabat "Dark Horse". El parafang anterior és obert i la roda, de fosa de 19".

### Chieftain
Chieftain (2014–)
El model de turisme Indian Chieftain és el primer de la marca amb carenat frontal i alforges dures. Disposa d'un equip estèreo amb altaveus al carenat, reproductors multimèdia Bluetooth, sensors de pressió dels pneumàtics, amortidor posterior regulable per aire i regulació del parabrisa motoritzada. Els reportatges inicials a la premsa en varen ser favorables pel que fa a l'estil, el rendiment i la manipulació.
La Chieftain va ser escollida Motorcycle of the Year 2013 per la revista RoadRunner Motorcycle Touring & Travel.
Chieftain Dark Horse (2016–)
L'Indian Chieftain Dark Horse es va llançar el maig de 2016. Té carenat complet i alforges dures, sense altres accessoris, però, de la línia Chieftain. Lliura una potència de 1.616 N·m a 3.000 rpm i té un pes en sec de 364 kg.
Chieftain Limited (2017–)
L'Indian Chieftain Limited del 2017 afegeix un estil més a la gamma Chieftain. El parafang anterior és obert per tal de mostrar les rodes personalitzades de 19 polzades, i gaudeix d'un esquema de colors limitat. Aquest model també compta amb la pantalla tàctil de comandament complet que duu la Roadmaster. El carenat superior incorpora parabrisa elèctric i ofereix l'opció de seient per al passatger.

### Scout
Scout (2015–)

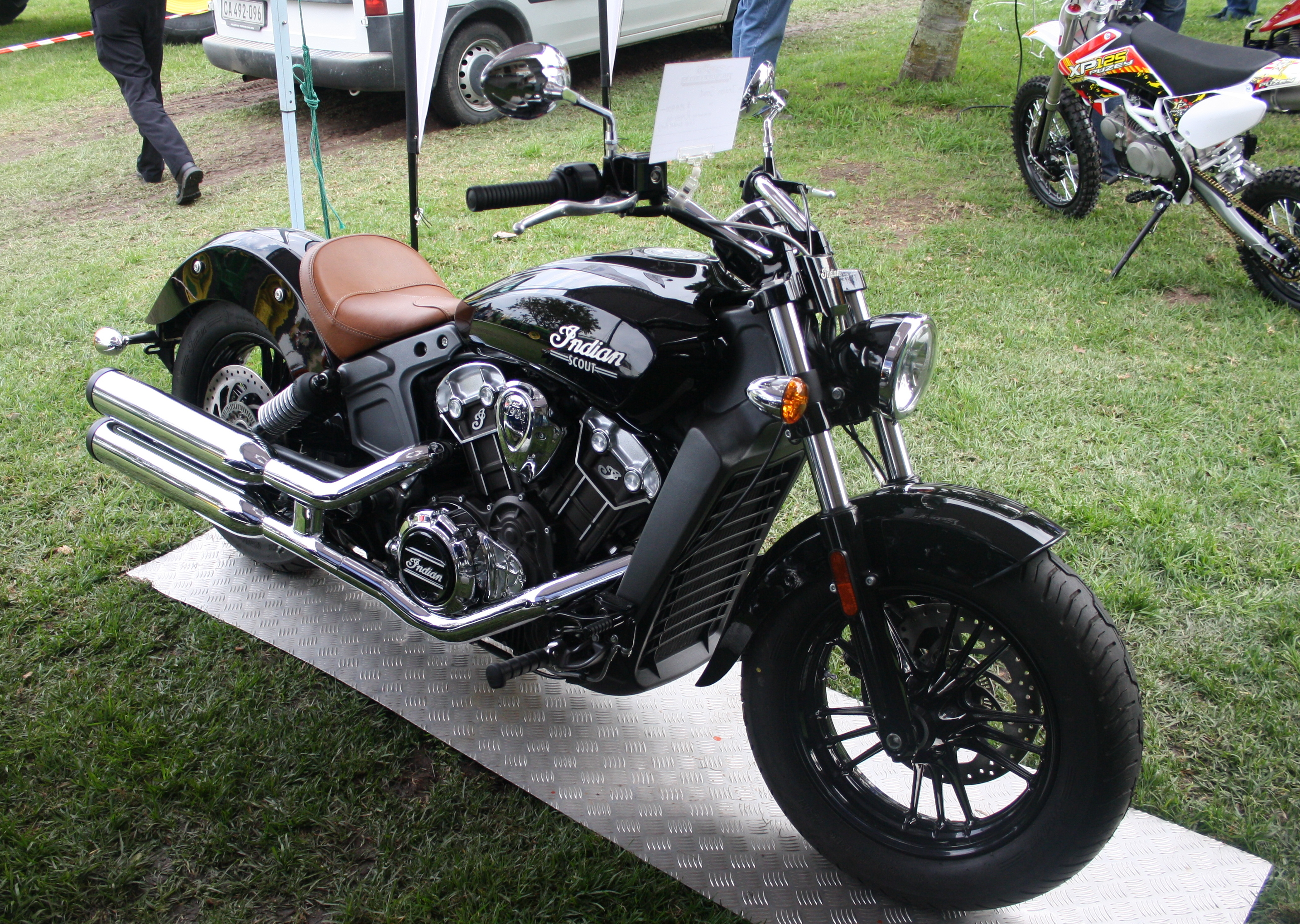
Una Indian Scout del 2015

L'Indian Scout es va presentar al Sturgis Motorcycle Rally del 2014 com a model del 2015. És una moto de turisme amb motor V-twin de doble arbre de lleves amb refrigeració líquida de 1.133 cc i bastidor format per diverses peces de fosa d'aliatge d'alumini cargolades entre elles i al motor.
L'Indian Scout va ser escollida Motorcycle of the year de l'any 2015 per Motorcycle.com.
Scout Sixty (2016–)
L'Indian Scout Sixty es va presentar el novembre de 2015 com a model del 2016. És una moto de turisme amb un motor bicilíndric de doble arbre de lleves amb refrigeració líquida de 999 cc. La nova Scout Sixty té moltes de les mateixes característiques que la Scout del 2014, però amb un motor més petit de 999 cc.
Scout Bobber (2018–)
La Scout Bobber és una versió modificada de fàbrica de la Scout que inclou components d'estil extrets de la comunitat de motocicletes "bobber", d'aquí el seu nom. Entre aquestes modificacions hi ha els parafangs retallats, retrovisors al manillar, seient i manillar baixos i suport de placa de matrícula lateral.

### Roadmaster
Roadmaster (2015–)

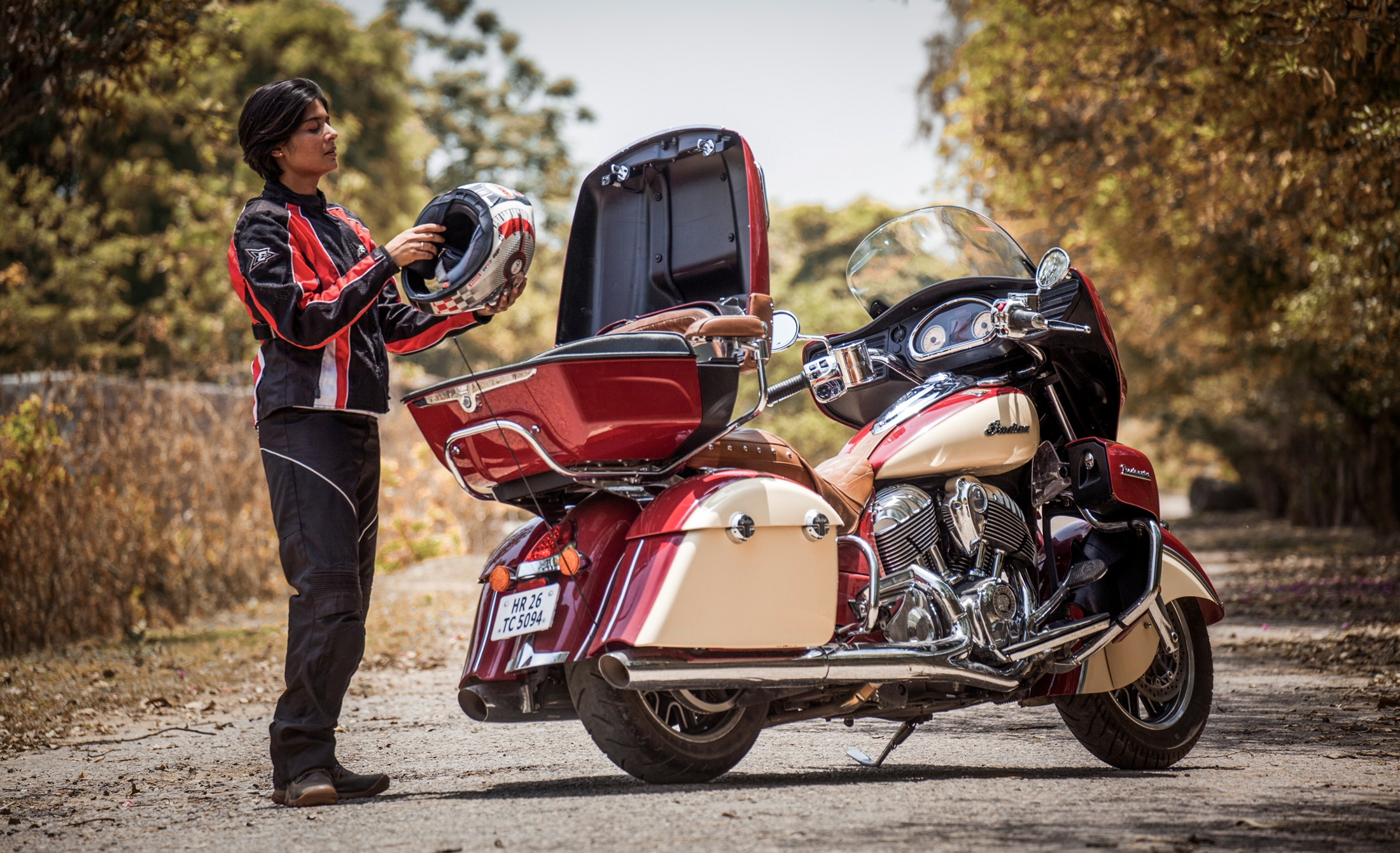
Sonia Jain amb una Indian Roadmaster el 2016

L'Indian Roadmaster es va presentar al Sturgis Motorcycle Rally del 2014, poc abans de la Scout. La Roadmaster és una Chieftain amb un maleter afegit, carenats frontals reduïts, seients i empunyadures calefactats, fars LED, plataformes per al passatger i para-xocs posterior. La Roadmaster s'havia desenvolupat abans que la Chief.
La revista Cycle World en va registrar 724 CV a 4.440 rpm i 1.392 N·m a 2.480 rpm al pneumàtic posterior. També va registrar un temps d'1/4 de milla en 13,91 segons a 154,99 km/h i una acceleració de 0 a 97 km/h en 5,2 segons, una distància de frenada a 97 km/h de 38 m i un consum de combustible de 0,66 l/100 km.
RoadMaster Classic (2017–2018)
L'Indian Roadmaster Classic de 2017 es va presentar el febrer de 2017 i es va deixar de fabricar abans de finals de 2018. Tenia les alforges i maleter de cuir marró tradicional, amb seients i empunyadures calefactats, fars LED, plataformes per al passatger i para-xocs posteriors. No tenia, però, els baixos anteriors durs que sí que té la Roadmaster original.

### FTR1200
Llançada el 2019, l'FTR1200 s'inspira en l'experiència d'Indian en competicions de Flat track. Es considera una "street tracker", una moto matriculable amb estil de motocicleta de flat track.

### Challenger
Llançada el 2020, la Challenger és la primera "bagger" (moto de turisme amb grans maletes laterals) fabricada per Indian Motorcycle. Incorpora el nou motor V-twin de 60 graus amb refrigeració líquida de l'Indian PowerPlus que lliura 122 CV i 58 kg de parell motor. La suspensió anterior utilitza una forquilla invertida de 43 mm que proporciona 13 cm de recorregut i la posterior consta de monoamortidor ajustable hidràulicament.
La motocicleta s'ofereix també en acabat "Dark Horse".

## Rècords de velocitat

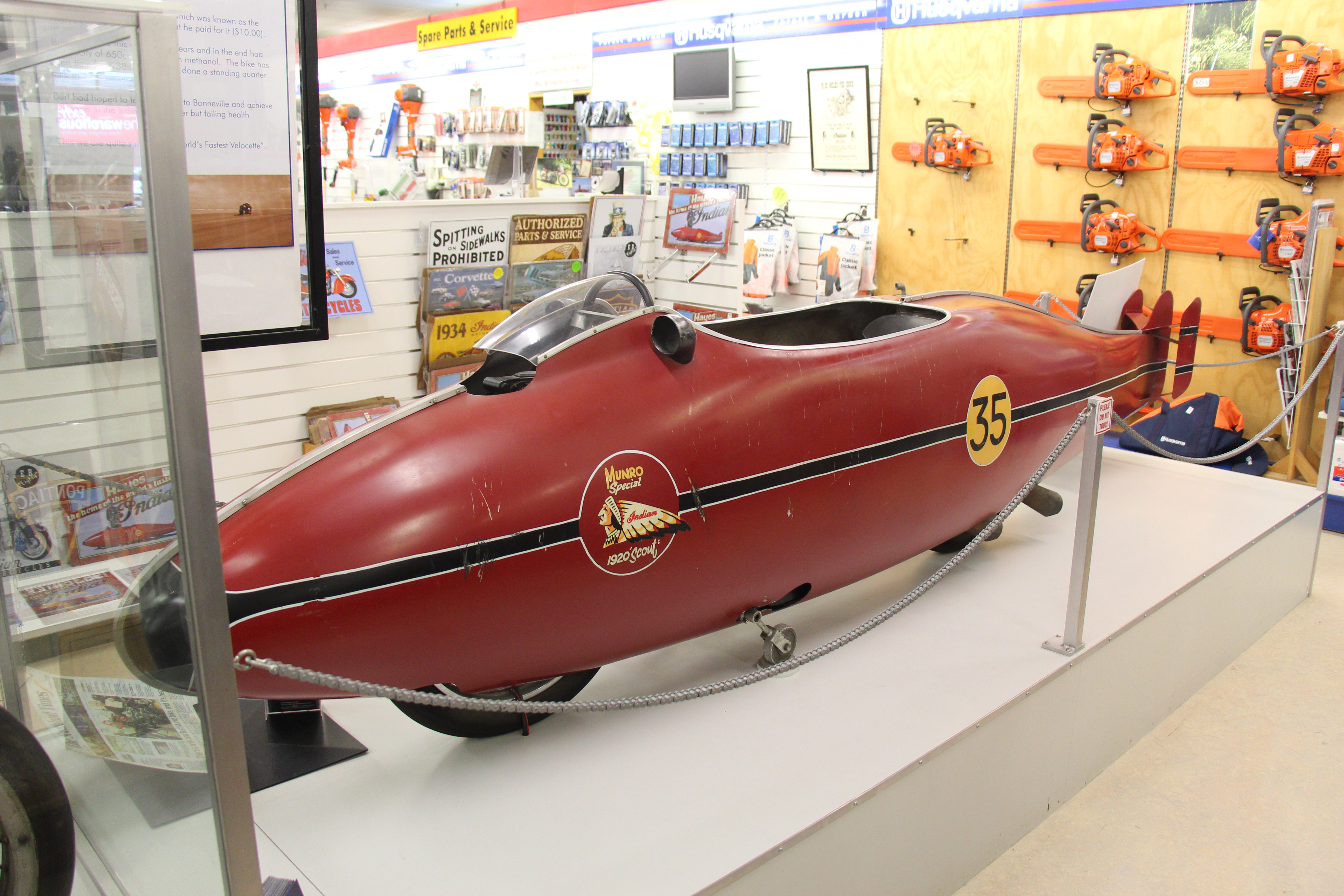
L'Indian Scout dels anys 20 que va pilotar Burt Munro durant els 60

Entre 1962 i 1967, el neozelandès Burt Munro va fer servir una Indian Scout de la dècada del 1920 modificada per a establir diversos rècords de velocitat, tal com es recull a la pel·lícula de 2005 The World's Fastest Indian (doblada al català amb el títol de Burt Munro: Un somni, una llegenda), en què Anthony Hopkins interpreta Munro.
El 2014, Indian va construir un model aerodinàmic similar, l'Spirit of Munro, per a promocionar el seu nou motor de 1.819 cc i escometre nous rècords de velocitat.

## Bicicletes
Tant Hendee com Hedstrom havien construït bicicletes abans de conèixer-se, i Hendee havia comercialitzat les seves sota els noms de King Silver i Silver Queen. Tots dos van continuar fabricant-ne després que les seves motocicletes tinguessin èxit, i fins i tot en varen fabricar de dissenyades per a semblar-se a les motocicletes.